# فصة حرشفية
الفصة الحرشفية نوع نباتي يتبع لجنس الفصة من الفصيلة البقولية. اسمه العلمي (باللاتينية: Medicago scutellata).

## الموئل والانتشار
موطنها بلاد الشام والمغرب العربي وتركيا وكل مناطق شمال حوض البحر الأبيض المتوسط.
تتواجد في مناطق الساحل السوري.

## الوصف النباتي
نبات عشبي حولي. النبات موبر كثيراً بأوبار غدية أو بسيطة، ذو ساق قائمة غالباً. كبقية أنواع الفصة، تتكون ورقة الفصة الحرشفية من ثلاث وريقات. الأوراق مزغبة على الوجه السفلي غالباً؛ الوريقات تصل لأحجام كبيرة، شكلها بيضوي - معكوس متطاول، أو إهليلجي. حافتها تقريباً بالكامل مسننة منشارياً. الأذينات موبرة قليلاً وغالباً عريضة ذات أسنان حادة غائرة قليلاً مختلفة الأطوال ∙ الأزهار صفراء- برتقالية إلى برتقالية لاطئة تقريباً، عددها من 1-3 تحمل على محور زغبي أقصر من معلاق الورقة بشكل واضح وأحياناً يساويه وبنتهي بسفا؛ العلم بيضوي مقلوب؛ الكأس الزهري موبر بأوبار غدية أو بسيطة، وأسنانه أطول من الأنبوب أو تساويه. القرن غير مشوك مزغب نوعاً ما بوبر غدي، ذو هيئة حلزونية، وشكله يتراوح بين البيضوي أو المغزلي أو المخروطي (كوبي) لكن القمة غالباً مستوية ؛ يتألف القرن من 4-6 لفات حلزونية (غالباً 5) غير سميكة مفككة، ذات حواف رقيقة نوعاً ما؛ هذه اللفات تبدو بشكل قصعات تتوضع داخل بعضها مركزياً لتبقى حوافها بارزة بحيث تحتوي السفلية الأعلى منها وذلك بدءاً من القاعدة باتجاه القمة التي تكون مستوية تقريباً. البذور كبيرة ذات شكل كلوي جنيني (ذات تحدب زائد)، صفراء مسمرة إلى بنية.

## مرادفات للاسم العلمي
- (باللاتينية: Medicago polymorpha var. scutellata L.)